# Guilhabreu
Guilhabreu is een plaats (freguesia) in de Portugese gemeente Vila do Conde en telt 2386 inwoners (2001).